# Muraltia obovata
Muraltia obovata är en jungfrulinsväxtart som beskrevs av Dc.. Muraltia obovata ingår i släktet Muraltia och familjen jungfrulinsväxter. Inga underarter finns listade i Catalogue of Life.